# Ostumfahrung Linz
Die Ostumfahrung Linz ist ein Verkehrsprojekt in Oberösterreich, das die Mühlkreis Autobahn mit der West Autobahn verbinden soll. Auf einer östlich von Linz gelegenen Trasse soll der Transitverkehr an der Landeshauptstadt vorbei geführt werden.
Das Projekt befindet sich noch in der Planungsphase und hat mit Widerständen aus der betroffenen Bevölkerung zu kämpfen. Als Bauvorhaben wurde die stadtnächste Variante Treffling über Steyregg nach Ebelsberg gewählt. Der geplante Baubeginn ist frühestens 2025.

## Entwicklung
Als Begründung für die Notwendigkeit der Trasse werden der Ausbau der tschechischen Autobahn Dálnice 3 (Staatsgrenze bei Wullowitz – Budweis – Prag) bis 2024 und die Vollendung der Mühlviertler Schnellstraße S 10 angeführt. Nach Lückenschluss dieser beiden Straßen wird eine durchgehende Verbindung zwischen Linz über Prag nach Dresden bestehen. Dadurch wird mit mehr Verkehr aus dem Norden in Richtung Süden und Westen gerechnet. Die Stadt Linz befürchtet deshalb Verkehrsüberlastung im innerstädtischen Bereich.

## Kritik
In der hauptsächlich betroffenen Gemeinde Steyregg trifft das Bauprojekt auf massive Kritik von Seiten der Bürger und der Gemeindepolitik. Sie bringen Einschnitte in bestehende Siedlungsgebiete, Zerstörung der Donauauen und die verstärkte Luftverschmutzung gegen das Projekt vor. Durch die Nähe zum Stahlwerk Voestalpine ist bereits jetzt die Luft im Gemeindegebiet überdurchschnittlich belastet.
Die SPÖ Oberösterreich führt die Belastung von Wohngebieten in Ebelsberg an, wo die Anschlussstelle zur West Autobahn entstehen soll. Sie steht dem Bau allerdings nicht grundsätzlich negativ gegenüber und befürwortet andere Trassenvarianten.